# Tir als Jocs Olímpics d'estiu de 1912 - Tir al cérvol, tret simple
La competició del tir al cérvol, tret simple va ser una de les divuit proves de programa de Tir dels Jocs Olímpics d'Estocolm de 1912. Es disputà entre el 29 de juny i l'1 de juliol de 1912 i hi van prendre part 34 tiradors procedents de 7 nacions diferents.
La competició es va disputar sobre una distància de 100 metres.

## Medallistes
| Or           | Plata         | Bronze           |
| Alfred Swahn | Åke Lundeberg | Nestori Toivonen |

## Resultats
| Pos.   | Atleta                | Nació          | Punts | Desempat |
| ------ | --------------------- | -------------- | ----- | -------- |
| Or     | Alfred Swahn          | Suècia         | 41    | 20       |
| Plata  | Åke Lundeberg         | Suècia         | 41    | 17       |
| Bronze | Nestori Toivonen      | Finlàndia      | 41    | 11       |
| 4      | Karl Larsson          | Suècia         | 39    |          |
| 5      | Oscar Swahn           | Suècia         | 39    |          |
| 6      | Anders Lindskog       | Suècia         | 39    |          |
| 7      | Heinrich Elbogen      | Àustria        | 38    |          |
| 8      | Adolph Cederström     | Suècia         | 37    |          |
| 9      | William Leushner      | Estats Units   | 37    |          |
| 10     | Adolf Michel          | Àustria        | 36    |          |
| 11     | Johan Ekman           | Suècia         | 34    |          |
| 12     | Erik Sökjer-Petersén  | Suècia         | 34    |          |
| 13     | Erland Koch           | Imperi Alemany | 33    |          |
| 14     | Ernst Rosenqvist      | Finlàndia      | 32    |          |
| 15     | Gustaf Lyman          | Suècia         | 31    |          |
| 16     | Vasily Skrotsky       | Imperi Rus     | 31    |          |
| 17     | Peter Paternelli      | Àustria        | 31    |          |
| 18     | Axel Londen           | Finlàndia      | 31    |          |
| 19     | Nikolaos Levidis      | Grècia         | 31    |          |
| 20     | Haralds Blaus         | Imperi Rus     | 29    |          |
| 21     | Huvi Tuiskunen        | Finlàndia      | 28    |          |
| 22     | Iivar Väänänen        | Finlàndia      | 28    |          |
| 23     | Albert Preuß          | Imperi Alemany | 28    |          |
| 24     | Horst Goeldel         | Imperi Alemany | 27    |          |
| 25     | Emil Lindewald        | Suècia         | 27    |          |
| 26     | Per-Olof Arvidsson    | Suècia         | 26    |          |
| 27     | Karl Reilin           | Finlàndia      | 26    |          |
| 28     | Edward Benedicks      | Suècia         | 26    |          |
| 29     | Walter Winans         | Estats Units   | 24    |          |
| 30     | Ioannis Theofilakis   | Grècia         | 24    |          |
| 31     | Dmitry Barkov         | Imperi Rus     | 23    |          |
| 32     | Eberhard Steinböck    | Àustria        | 23    |          |
| 33     | Aleksandr Dobrzhansky | Imperi Rus     | 22    |          |
| 34     | Pavel Lieth           | Imperi Rus     | 10    |          |